# Ga Mộ Đức
Ga Mộ Đức là một nhà ga xe lửa tại xã Đức Hoà, huyện Mộ Đức, tỉnh Quảng Ngãi. Nhà ga là một điểm trên tuyến đường sắt Bắc Nam tiếp nối sau ga Hòa Vinh Tây và trước ga Thạch Trụ. Lý trình ga: Km 948 + 900.